# Август фон Гьодріх
Август Едлер фон Гьодріх (нім. August Edler von Goedrich; 25 вересня 1859, Герлсдорф, Австрійська імперія — 16 березня 1942, Фульнек, Німецька імперія) — німецький спортсмен, срібний призер Літніх Олімпійських ігор 1896 року. Також в деяких джерелах Антон фон Гьодріх та Август фон Гедріх.

## Біографія
Август фон Гьодріх народився 25 вересня 1859 року у місті Герлсдорф (зараз Фульнек). Спочатку служив офіцером австро-угорської армії, а потім працював на велосипедній фабриці. У 1887 році переїхав до Афін, звідки він поїхав на Близький Схід на велосипеді. Пізніше Гьодріх здійснив подорож по Європі на сорока п'яти кілограмовому пенні-фартингу. Також він багато подорожував на велосипеді по Малій Азії та навіть хвалився, що отримав дозвіл на проїзд від усіх місцевих бандитів. Під час своїх мандр, Август вивчив дванадцять мов. У 1889 році він заснував перший велосипедний клуб у Афінах. У 1891 році Гьодріх брав участь у з'їзді Німецького союзу велосипедистів у Берліні, куди він приїхав з Афін. Більшу частину шляху, з Бриндізі до Берліна, проїхав на велосипеді. Того ж року він встановив два рекорди на пенні-фартингу: здолав 301,1 кілометра за 12 годин та 523,5 кілометра за 24 години. У Афінах з Гьодріхом познайомився та затоваришував відомий американський велосипедист та мандрівник Френк Ленз.
Коли у місті його проживання, Афінах, вирішили провести Перші Олімпійські ігри, Август фон Гьодріх зголосився виступати за Німецьку імперію, хоча і народився у Австро-Угорщині. Брав участь у шосейній гонці. Незважаючи на серйозне падіння під час перегонів, він посів друге місце поступившись лише грецькому велосипедисту Арістідісу Константінідісу. Август Гьодріх подолав 87-ми кілометровий шлях з Афін до Марафону за час 3:31:14.
У 1936 році був почесним гостем на Олімпіаді у Берлині. Гьодріх у віці 76-ти років приїхав до Берліна на велосипеді зі своєї оселі у Троппау.